# Фрех, Фриц
Фриц Фрех — немецкий геолог и палеонтолог.

## Биография
Фрех начал учёбу в 1880 году с изучения естественных наук в Университете имени Гумбольдта в Берлине. Его преподавателями по географии, геологии и палеонтологии были, в частности, Генрих Эрнст Бейрих, Вильгельм Дамес, а затем в Боннском университете Фердинанд фон Рихтхофен. В 1885 году он получил докторскую степень в Берлине с работой о кораллах Германии из верхнего девона. В Университете Галле он защитил диссертацию по теме «Девонский период в геологии и палеонтологии». В 1891 году он получил учёную степень по тем же предметам в Университете Вроцлава, в 1897 году он был назначен ординарным профессором.
Фрех стал президентом Международной комиссии по палеонтологии. Он являлся одним из 34 основателей Палеонтологического общества в августе 1912 года и стал вместе с Йозефом Феликсом Помпецким первым вице-президентом. В Первую мировую войну он был назначен командованием немецкой армии старшим геологом в Азиатском корпусе на сирийском фронте, но через несколько недель погиб в Алеппо.
Фрех исследовал в дополнение к общим геологическим вопросам в значительной степени представителей девонской фауны, таких как кораллы, граптолиты, моллюски, брахиоподы и аммониты. Дальнейшая работа касалась альпийской области и экономико-географических вопросов, например, в Верхней Силезии, Украине и Турции и их провинциях, таких как Армения и Месопотамия.

## Труды
- Über das Kalkgerüst der Tetrakorallen, in Zeitschrift der deutschen geologischen Gesellschaft 37, 1885
- Das rheinische Unterdevon und die Stellung des Herzyn, ebendort 41, 1889
- Die Korallenfauna des Trias, in Palaeontographica 43, 1896
- Geologie der Radstädter Tauern, 1901
- Aus der Vorzeit der Erde, 1910
- Deutschlands Steinkohlenfelder und Steinkohlenvorräte, 1912.
- Allgemeine Geologie, auch in 6 Teilbänden. B. G. Teubner Leipzig/Berlin 1914
  - Band 6 als reprint: Allgemeine Geologie, Volume 6, 2011, ISBN 978-1-247-21555-6.
- Kohlenot und Kohlenvorräte im Weltkriege, 1915.
- Geologie Kleinasiens Im Bereich Bagdadbahn. Ergebnisse eigener Reisen, vergleichender Studien und paläontologischer Untersuchungen, 1916.
- совместно с A. Hänig и A. Sack: Grundlagen türkischer Wirtschaftsverjüngung, G. Reimer, Berlin 1916.
- Der Kriegsschauplatz in Armenien und Mesopotamien. Teubner, Leipzig 1916.
- вместе с Friedrich Aereboe: Die Bedeutung der Ukraine für den Weltkrieg. Im Auftrag des Verbandes Deutscher Förderer der Ukrainischen Freiheitsbewegung «Ukraine». Lehmann, München 1917.
- Machtmittel im Weltkriege: Erdöl, Kohle und Eisen. Korn, Breslau 1917.

Соавторство:
- Handbuch: Lethea geognostica. Handbuch der Erdgeschichte mit Abbildungen der für die Formationen bezeichnenden Versteinerungen. E. Schweizerbarth’sche Verlagsbuchhandlung (E. Nägele), Stuttgart
  - T1, Band 1, 1897; T1, Band 2, 1902; T3, Band 2, Abt. 1, 1904.